# Seleção Ganesa de Futebol
A Seleção Ganesa de Futebol representa Gana nas competições de futebol da FIFA. Ela é filiada à FIFA, CAF e à WAFU.

## História
É uma das maiores forças do futebol africano. Venceu quatro vezes a Copa das Nações Africanas em 1963, 1965, 1978 e 1982 e foi quatro vezes vice-campeão em 1968, 1970, 1992 e 2010. Venceu cinco vezes a Copa da África Ocidental em 1982, 1983, 1984, 1986 e 1987. E participou três vezes da Copa do Mundo (2006, 2010, 2014).
Nos Jogos Olímpicos, conquistou a medalha de bronze em 1992 sendo a primeira equipe africana de futebol a conquistar uma medalha olímpica.
Nos Jogos Pan-Africanos conquistou duas medalha de bronze em 1978 e 2003.
Na Copa do Mundo FIFA de 2006, foi a única seleção da África a passar para a segunda fase da competição, após eliminar a então favorita República Checa. A Seleção Ganesa de Futebol foi eliminada pelo Brasil nas oitavas de final, ao perder por 3 a 0, ficando na 13ª posição na classificação final.
Na Copa do Mundo FIFA de 2010 Gana obteve uma melhor colocação, saindo nas quartas de final. Novamente foi a única representante do continente africano a passar para a segunda fase da competição após uma vitória sobre a Sérvia, um empate com a Austrália e uma derrota para a Alemanha na fase de grupos. Nas oitavas de final, venceram os Estados Unidos e nas quartas, em uma das partidas mais emocionantes do mundial, foram eliminados pelo Uruguai na disputa de pênaltis.
Gana também se destaca nas categorias de base tendo, por uma vez, vencido o Campeonato Mundial de Futebol Sub-20, em 2009, e sendo por duas vezes vice-campeão do torneio, em 1993 e 2001. Também, por duas vezes, venceu o Campeonato Mundial de Futebol Sub-17, em 1991 e 1995.

## Títulos
| CONTINENTAIS | CONTINENTAIS                      | CONTINENTAIS | CONTINENTAIS                  |
|              | Competição                        | Vezes        | Ano                           |
| ------------ | --------------------------------- | ------------ | ----------------------------- |
|              | Campeonato Africano das Nações    | 4            | 1963, 1965, 1978 e 1982       |
|              | Copa da África Ocidental          | 5            | 1982, 1983, 1984, 1986 e 1987 |
|              | Copa das Nações do Oeste Africano | 2            | 2013 e 2017                   |

### Outras Conquistas
- Campeonato Mundial de Futebol Sub-20: 2009
- Campeonato Mundial de Futebol Sub-17: 1991, 1995

## Campanhas de destaque
- Copa do Mundo: 7º lugar (Após levar a decisão para os pênaltis) - 2010
- Jogos Olímpicos: medalha de bronze - 1992
- Jogos Pan-Africanos: medalha de bronze - 1978, 2003
- Campeonato Africano das Nações: 2º lugar - 1968, 1970, 1992, 2015
- Campeonato Mundial de Futebol Sub-20: 2º lugar - 1993, 2001
- Campeonato Mundial de Futebol Sub-17: 2º lugar - 1993, 1997

## Jogadores

### Gols
Jogadores que ainda atuam pela seleção, que mais marcaram gols.
| Pos. | Jogador              | Amistosos | Eliminatórias 2006 | Copa do Mundo 2006 | CAN 2008        | Eliminatórias 2010 | CAN 2010        | Copa do Mundo 2010 | Gols |
| ---- | -------------------- | --------- | ------------------ | ------------------ | --------------- | ------------------ | --------------- | ------------------ | ---- |
| 1    | Asamoah Gyan         | 15        | 4                  | 1                  | 1               | 0                  | 3               | 3                  | 26   |
| 2    | Sulley Muntari       | 10        | 2                  | 1                  | 2               | 2                  | (Não Convocado) | 1                  | 18   |
| 3    | Stephen Appiah       | 10        | 4                  | 1                  | (Não Convocado) | 1                  | (Não Convocado) | 0                  | 16   |
| 4    | Matthew Amoah        | 5         | 3                  | 0                  | (Não Convocado) | 5                  | 0               | 0                  | 13   |
| 5    | Junior Agogo         | 5         | 0                  | (Não Convocado)    | 3               | 4                  | (Não Convocado) | (Não Convocado)    | 12   |
| 6    | Michael Essien       | 3         | 3                  | 0                  | 2               | 1                  | 0               | (Cortado)          | 9    |
| 7    | Prince Tagoe         | 3         | 0                  | (Não Convocado)    | (Não Convocado) | 3                  | (Não Convocado) | 0                  | 6    |
| 8    | Quincy Owusu-Abeyie  | 1         | 0                  | (Não Convocado)    | 1               | 0                  | (Não Convocado) | 0                  | 2    |
| 9    | André Ayew           | 1         | 0                  | (Não Convocado)    | 0               | 0                  | 1               | 0                  | 2    |
| 10   | Kevin-Prince Boateng | 1         | 0                  | (Não Convocado)    | (Não Convocado) | 0                  | (Não Convocado) | 1                  | 2    |

## Uniformes

### Uniformes atuais
- 1º - Camisa branca, calção e meias brancas.
- 2º - Camisa vermelha, calção e meias vermelhas.

| 1º Uniforme | 2º Uniforme |

### Uniformes dos goleiros
- Camisa preta, calção e meias pretas;
- Camisa verde claro, calção e meias verdes claro.
- Camisa verde, calção e meias verdes.

| Cores do Time · Cores do Time · Cores do Time · Cores do Time · Cores do Time | Cores do Time · Cores do Time · Cores do Time · Cores do Time · Cores do Time | Cores do Time · Cores do Time · Cores do Time · Cores do Time · Cores do Time |

### Uniformes anteriores
- 2014

| Primeiro | Segundo |

- 2012

| Primeiro | Segundo |

- 2010

| Primeiro | Segundo | Terceiro |  |

- 2008

| Primeiro | Segundo |

- 2006

| Primeiro | Segundo |  |

#### Material esportivo
| Fornecedor | Período       |
| ---------- | ------------- |
| Erima      | 1991–1992     |
| Adidas     | 1992–2000     |
| Kappa      | 2000–2005     |
| Puma       | 2005–presente |